# Александър Вълканов
Александър Константинов Вълканов е български зоохидробиолог и протистолог, член-кореспондент на БАН от 1961 година.

## Биография
Роден е през 1904 година в град Битоля, тогава в Османската империя. Син е на просветния деец Константин Вълканов и племенник на революционера от ВМОРО Христо Вълканов. Семейството му се мести да живее в Пловдив и там учи в мъжката гимназия. След това завършва средното си образование в Четвърта мъжка гимназия в София. Изучава зоология в Софийския университет при Павел Патев, като се специализира в хидробиология. Завършва в 1927 година и от 1928 година е асистент в катедрата по зоология. В 1938 – 1939 година специализира в Германия. От 1940 година е завеждащ, а от 1942 година е директор на Морската биологична станция във Варна (по-късно Институт по рибарство и риболов) до 1962 година.
Вълканов е един от основателите на катедрата по обща хидробиология и рибарство към Софийския университет. От 1947 година е доцент, а от 1952 година професор и завеждащ катедрата по хидробиология (до 1962). През 1961 година е избран за член-кореспондент на БАН.
Между 1965 и 1971 година е директор на Института по зоология към БАН. Описва 150 вида флагелатни организма, като 14 от тях дотогава не са описани от науката.
На негово име наречени няколко животински организми. Носител е на орден „НРБ“ ІІІ степен.

## Трудове
- „Принос към сладководната фауна на България“ (1926)
- „Принос към хидрофауната на България“ (1934)
- „Бележки върху нашите бракични води“ (2 ч., 1935 – 1936)
- „Хидрографски изследвания върху Варненските езера“ (1941 – 1942, на немски)
- „Принос към познанията на едноклетъчните от Черно море“ (1970, на немски)
- „Каталог на нашата черноморска фауна“ (1957)
- „Допълнение към Каталога на нашата черноморска фауна“ (1964, съавтор Т. Маринов)[3]